# Великий Калтай
Великий Калта́й (рос. Большой Калтай) — село у складі Залісовського округу Алтайського краю, Росія.

## Населення
Населення — 427 осіб (2010; 550 у 2002).
Національний склад (станом на 2002 рік):
- росіяни — 88 %